# Bobroszczur złotobrzuchy
Bobroszczur złotobrzuchy, bobroszczur (Hydromys chrysogaster) – gatunek ssaka z podrodziny myszy (Murinae) w obrębie rodziny myszowatych (Muridae).

## Taksonomia
Gatunek po raz pierwszy zgodnie z zasadami nazewnictwa binominalnego opisał w 1804 roku francuski przyrodnik Étienne Geoffroy Saint-Hilaire nadając mu nazwę Hydromys chrysogaster. Holotyp pochodził z jednej z wysp w kanale d’Entrecasteaux. 
Bobroszczury o dużych ciałach z Australii i Melanezji zostały podzielone na wiele gatunków (do dziesięciu) lub zebrane razem jako jeden. Badania genetyczne w niewielkim stopniu przyczyniły się do zrozumienia tej grupy gryzoni. Hydromys chrysogaster prawdopodobnie reprezentuje więcej niż jeden gatunek, ale znacznie mniej niż liczba dostępnych synonimów; potrzebna jest pełna rewizja, aby rozwikłać jego strukturę taksonomiczną. Autorzy Illustrated Checklist of the Mammals of the World uznają ten gatunek za tymczasowo monotypowy.

### Etymologia nazw łacińskich
- Hydromys: gr. ὑδρο- hudro- „wodny-”, od ὑδωρ hudōr, ὑδατος hudatos „woda”; μυς mus, μυος muos „mysz”[27].
- chrysogaster: gr. χρυσος khrusos „złoto”; γαστηρ gastēr, γαστρος gastros „brzuch”[28].

### Polska nazwa zwyczajowa
We wcześniejszej polskiej literaturze zoologicznej Hydromys chrysogaster był oznaczany nazwą „bobroszczur”. W wydanej w 2015 roku przez Muzeum i Instytut Zoologii Polskiej Akademii Nauk publikacji „Polskie nazewnictwo ssaków świata” gatunkowi nadano nazwę bobroszczur złotobrzuchy, rezerwując nazwę bobroszczur dla rodzaju tych gryzoni.

## Zasięg występowania
Bobroszczur złotobrzuchy występuje w Nowej Gwinei, kontynentalnej Australii (głównie peryferyjnie, ale zasięg rozciąga się najdalej w głąb lądu na terenach mezotroficznych na wschodzie i południowym wschodzie oraz wzdłuż rzeki Cooper Creek do efemeryczny jezior w dorzeczu jeziora Eyre) oraz Tasmanii; występuje również na wielu wyspach i archipelagach m.in. Wyspy Obi, Waigeo, Biak, Yapen, Wyspy Kai, Wyspy Aru, Wyspy Trobrianda, Wyspa Goodenougha, Fergusson, Normanby, Bernier Island, Dorre Island, Wyspa Barrowa, Bathurst, Wyspa Melville’a, Wessel Islands, Inglis Island, Groote Eylandt, Pellew, Mornington, Dunk, Palm, Whitsunday, Dent, Wyspa Frasera, North Stradbroke Island, South Stradbroke Island, Wyspa Flindersa i Wyspa Bruny.

## Morfologia
Długość ciała (bez ogona) 195–390 mm, długość ogona 200–325 mm, długość ucha 13–20 mm, długość tylnej stopy 46–80 mm; masa ciała 210–1280 g. Dane dla jednej populacji z Nowej Południowej Walii wykazały, że samce są średnio nieco dłuższe (310 mm przeciw 290 mm) i nieco cięższe (755 g przeciw 606 g) niż samice, ale bez różnicy w średniej długości ogona. Populacje w południowej i wschodniej Australii są jednakowo duże, a te z górskich miejscowości w Nowej Gwinei jednakowo znacznie mniejsze. Bobroszczury są dobrze przystosowane do żerowania w środowisku wodnym. Ich palce, zarówno u kończyn górnych, jak i dolnych, połączone są błoną pławną, a gęste futro nie przepuszcza wody. Bobroszczur złotobrzuchy ma spłaszczoną głowę, wydłużony, tępo zakończony pysk, małe uszy i oczy. Charakterystyczną cechą zwierzęcia jest gruby ogon o długości 242–345 mm. Poszczególne osobniki bobroszczurów złotobrzuchych różnią się nieco umaszczeniem. Gama barwna obejmuje szary, ciemnobrązowy, czasem niemal czarny. Cechą łączącą umaszczenie wszystkich osobników jest białe zakończenie ogona.

## Ekologia

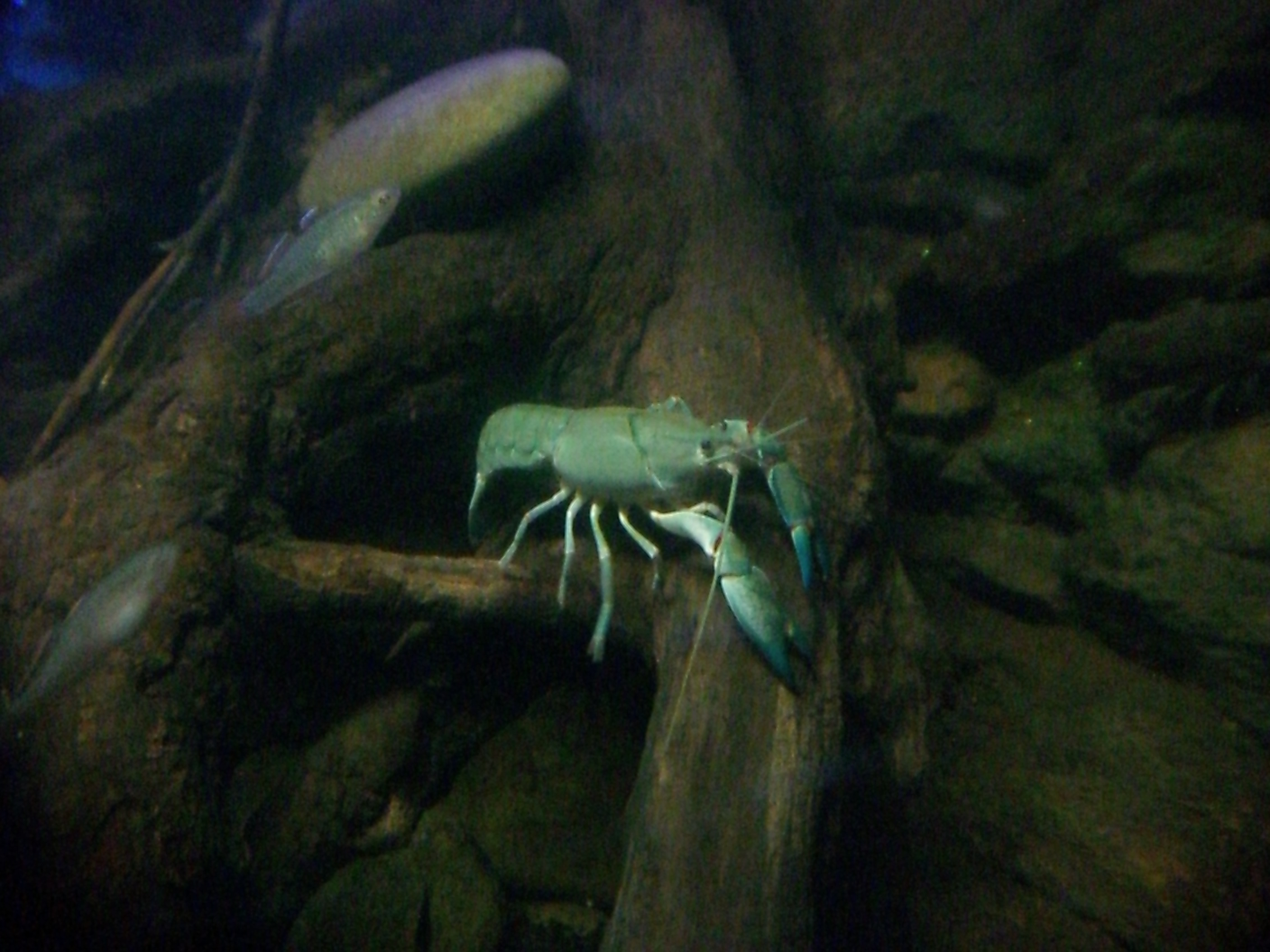
Najpospolitsze źródło pokarmu - Raki niebieskie

### Habitat
Bobroszczury złotobrzuche gnieżdżą się na brzegach zbiorników wodnych w wydrążonych przez siebie tunelach lub pustych kłodach. Są zwierzętami lądowymi jednak są zależne od zbiorników wodnych jako źródła pożywienia. Zamieszkują tereny otaczające zarówno naturalne, jak i sztuczne zbiorniki. Mogą również przeżyć w rejonach, gdzie zbiorniki wodne są zanieczyszczone lub w zbiornikach półsłonych.

### Rozmnażanie
Rozmnażanie bobroszczurów złotobrzuchych rozciąga się na okres wiosny i lata. Ciąża trwa około 35 dni. Samice są gotowe do ponownego zapłodnienia od razu po porodzie, tak więc kolejne mioty mogą pojawiać się w 35-dniowych odstępach. Samice mogą wydać na świat do pięciu miotów rocznie, jednak zazwyczaj liczba ta waha się od jednego do trzech. Każdy miot składa się z trzech lub czterech młodych.
Potomstwo bobroszczura złotobrzuchego rodzi się nagie i ślepe, jednak szybko się rozwija. Młode zazwyczaj osiągają niezależność po około 35 dniach, a po upływie roku są już zdolne do rozrodu.

### Pokarm
Bobroszczury złotobrzuche żywią się wodnymi ptakami i owadami, rybami, małżami, ślimakami, żabami oraz jajami. Mogą również żerować na nadbrzeżnej roślinności.